# Kraj (żupania primorsko-gorska)
Kraj – wieś w Chorwacji, w żupanii primorsko-gorskiej, w gminie Mošćenička Draga. W 2011 roku liczyła 98 mieszkańców.